# La Zarra
Fatima Zahra Hafdi (művésznevén: La Zarra, Montréal, 1988. augusztus 25. – ) kanadai énekesnő, zeneszerző marokkói felmenőkkel. Ő képviselte Franciaországot a 2023-as Eurovíziós Dalfesztiválon, Liverpoolban Évidemment című dalával, ahol a tizenhatodik helyen végzett.

## Magánélete
Montréalban született, az egyik külvárosában, Longueuilben nőtt fel. Szülei kanadai franciák marokkói felmenőkkel.

## Pályafutása
2016-ban tűnt fel, amikor Niro francia rapperrel kiadta Printemps blanc című debütáló kislemezét. 
2021-ben növelte hírnevét Tu t'en iras dalával, ami platinum minősítést kapott a Syndicat National de l’Édition Phonographique (SNEP) által. Ugyanebben az évben jelölték a legnevesebb francia díjkiosztó, a NRJ Music Award-on Az év Frankofón női felfedezettje kategóriában, Traîtrise című debütáló albumának köszönhetően.
2023. január 12-én a France Télévisions bejelentette, hogy őt választották ki, hogy képviselje Franciaországot a következő Eurovíziós Dalfesztiválon, az Évidemment című dalával. Ő volt Franciaország második kanadai származású versenyzője.

## Diszkográfia

### Stúdióalbumok
- Traîtrise (2021)

### Kislemezek
- À l'ammoniaque/Mon dieu (2020)
- Printemps blanc (2021)
- Tirer un trait (2021)
- Tu t'en iras (2021)
- TFTF (2021)
- Santa Baby (2021)
- Sans moi (2022)
- Évidemment (2023)

### Közreműködések
- Printemps blanc (Niro, 2016)
- Les amants de la colline (Slimane, 2022)